# Armenien i olympiska sommarspelen 1996
Armenien deltog i de olympiska sommarspelen 1996 med en trupp bestående av 32 deltagare, och tog två medaljer varav ett guld.

## Boxning
Lätt flugvikt
- Nshan Munchyan
  1. Första omgången — Bye
  2. Andra omgången — Förlorade mot Daniel Petrov (Bulgarien), 5-11

Flugvikt
- Lernik Papyan
  1. Första omgången — Besegrade Kazumasa Tsujimoto (Japan), 10-5
  2. Andra omgången — Förlorade mot Maikro Romero (Kuba), 6-22

Fjädervikt
- Artur Gevorgyan
  1. Första omgången — Besegrade Elvis Konamegui (Kamerun), 10-3
  2. Andra omgången — Förlorade mot Floyd Mayweather Jr. (USA), 3-16

Lättvikt
- Mekhak Ghazaryan
  1. Första omgången — Bye
  2. Andra omgången — Förlorade mot Michael Strange (Kanada), 7-16

## Brottning
Flugvikt, grekisk-romersk
- Armen Nazaryan
  - (→  Guld)

Bantamvikt, grekisk-romersk
- Aghasi Manukyan
  - (→ 13:e plats)

Fjädervikt, grekisk-romersk
- Mkhitar Manukyan
  - (→ 7:e plats)

Lättvikt, grekisk-romersk
- Samvel Manukyan
  - (→ 10:e plats)

Mellanvikt, grekisk-romersk
- Levon Geghamyan
  - (→ 7:e plats)

Tungvikt, grekisk-romersk
- Tsolak Yeghishyan
  - (→ 9:e plats)

Lätt flugvikt, fristil
- Armen Mkrtchyan
  - (→  Silver)

Weltervikt, fristil
- Arayik Gevorgyan
  - (→ 5:e plats)

## Cykling
Herrarnas linjelopp
- Arsen Ghazaryan
  - Final — (→ fullföljde inte)

## Friidrott
Herrarnas längdhopp
- Robert Emmiyan
  - Kval — 7,76m (→ gick inte vidare)

## Gymnastik
Herrarnas individuella mångkamp
- Norayr Sargsyan
  - Kval — 110.211 (→ gick inte vidare)

## Judo
Herrarnas halv mellanvikt (-78 kg)
- Arsen Gevorgyan
  - (→ 21:a plats)

## Simhopp
Herrar
| Hoppare               | Gren           | Kval   | Kval      | Semifinal        | Semifinal        | Final            | Final            |
| Hoppare               | Gren           | Poäng  | Placering | Poäng            | Placering        | Poäng            | Placering        |
| --------------------- | -------------- | ------ | --------- | ---------------- | ---------------- | ---------------- | ---------------- |
| Hovhannes Avtandilyan | Herrarnas 10 m | 275,64 | 32        | Gick inte vidare | Gick inte vidare | Gick inte vidare | Gick inte vidare |

Damer
| Hoppare            | Gren         | Kval   | Kval      | Semifinal        | Semifinal        | Final            | Final            |
| Hoppare            | Gren         | Poäng  | Placering | Poäng            | Placering        | Poäng            | Placering        |
| ------------------ | ------------ | ------ | --------- | ---------------- | ---------------- | ---------------- | ---------------- |
| Arus Gyulbudaghyan | Damernas 3 m | 228,72 | 20        | Gick inte vidare | Gick inte vidare | Gick inte vidare | Gick inte vidare |

## Tennis
| Spelare         | Gren       | Omgång 1                | Omgång 2                      | Åttondelsfinaler  | Kvartsfinaler     | Semifinaler       | Final / BM        | Final / BM       |
| Spelare         | Gren       | Motståndare Poäng       | Motståndare Poäng             | Motståndare Poäng | Motståndare Poäng | Motståndare Poäng | Motståndare Poäng | Placering        |
| --------------- | ---------- | ----------------------- | ----------------------------- | ----------------- | ----------------- | ----------------- | ----------------- | ---------------- |
| Sargis Sargsian | Herrsingel | Nestor (CAN) W 6–4, 6–4 | Enqvist (SWE) L 6–4, 6–7, 4–6 | Gick inte vidare  | Gick inte vidare  | Gick inte vidare  | Gick inte vidare  | Gick inte vidare |